# Catherine Abadie-Reynal
Pour les articles homonymes, voir Abadie et Reynal.
Catherine Abadie-Reynal, née en 1955, est une archéologue et universitaire française qui travaille en Grèce, en Turquie et en Albanie.
Elle est professeure émérite d'archéologie grecque à l'Université Lumière-Lyon 2 et membre du laboratoire « Histoire et Sources des Mondes Antiques » (HiSoMA) à la Maison de l'Orient et de la Méditerranée.

## Biographie
Ancienne élève de l'Ecole Normale Supérieure (1975-1980), agrégée de Lettres classiques, ancien membre de l'École française d'Athènes (EFA), elle a enseigné dans différentes universités, à l'Université de Nantes (1987-1993, 1996-2000) puis, après avoir soutenu son Habilitation à diriger des recherches (1999) elle a été professeur d'Histoire ancienne à l'Université de La Rochelle (2000-2003), puis professeur d'Archéologie à l'Université de Nancy 2 (2003-2011) avant d'enseigner l'Archéologie grecque, depuis 2011, à l'Université Lumière-Lyon 2. Elle a également exercé la fonction de Secrétaire scientifique à l'Institut français d'études anatoliennes (Institut français d'Études anatoliennes-Georges Dumézil, IFEA) entre 1993 et 1996.

## Travaux
Elle a commencé à fouiller sur le théâtre antique de la ville d'Argos entre 1981 et 1983, avant d'être nommée responsable de la fouille des niveaux hellénistiques, romains et byzantins sur le site de Porsuk, au sud de la Cappadoce entre 1986 et 1993,. À partir de 1995 et jusqu'en 2013, elle a dirigé l'équipe française qui a pris part aux fouilles de sauvetage de Zeugma et de la moyenne Vallée de l'Euphrate, consécutives à la construction du barrage de Birecik. Pour ces travaux, en 1998, elle a été lauréate associée du prix Rolex Award for Enterprise. Elle a créé, en 2015, la mission archéologique franco-albanaise de Dyrrachium (Albanie) qu'elle codirige,. Dans ce cadre, elle conduit des fouilles dans le centre-ville de la ville moderne de Durrës et en particulier, depuis 2018, sous le Forum circulaire.

## Domaines de recherche
Elle a travaillé sur la céramique et, en particulier, sur les céramiques d'époque romaine dans le bassin oriental de la Méditerranée et leur circulation, à partir du matériel de nombreux sites (Argos, Philippes, Amathonte, Porsuk, Ras el Bassit, Zeugma). Ainsi, grâce à ce matériel, elle a pu déterminer les principaux courants d'échanges commerciaux dans cette région et leurs fluctuations en fonction des périodes.
Son activité de terrain l'a conduite à fouiller et à découvrir, à Zeugma, de luxueuses maisons avec des sols mosaïqués et des murs décorés d'enduits peints (maison de Poséidon, maison de l'Euphrate, maison des Synaristôsai). À partir de ces travaux, elle a été amenée à élargir ses recherches et à travailler sur les interactions culturelles en Orient à la suite de la conquête romaine, en s'appuyant sur l'analyse de l'architecture domestique et des emprunts éventuels faits aux domus romaines. Ainsi, elle a tenté de définir les processus d'échanges culturels entre les conquérants romains et les populations grecques et indigènes qui habitaient cette région frontière de l'Empire romain. Finalement, elle a établi le lien entre architecture et artefacts archéologiques (et en particulier céramique, mais aussi par exemple, restes fauniques) en considérant, de façon plus générale, l'évolution du cadre de vie et des gestes du quotidien, comme la cuisine, à la suite de la conquête romaine, dans les différents types de maisons qui ont pu être fouillées à Zeugma, maisons luxueuses, mais aussi maisons plus simples (chantier 9).
Par les rapports étroits qu'elle s'efforce de maintenir entre les structures découvertes et le matériel archéologique, et grâce à la fouille de nombreuses couches de destruction parfaitement conservées, aussi bien à Zeugma qu'à Dyrrachium, elle conduit également des recherches sur le fonctionnement des différentes pièces dans les maisons romaines, souvent plus complexe qu'on ne le pense habituellement. Elle tente également, à Dyrrachium, où elle fouille, sous le Forum byzantin, un habitat romain comprenant un étage, de restituer les activités de cette partie de la maison qui, souvent détruite, a longtemps échappé aux archéologues.

## Principales publications
- Catherine Abadie-Reynal et Jean-Pierre Sodini, « La céramique paléochrétienne de Thasos (Aliki, Delkos, fouilles anciennes) », Études thasiennes, Athènes/Paris, no 13,‎ 1992.
- Catherine Abadie-Reynal, « Les céramiques en Anatolie aux époques hellénistique et romaine. Actes de la Table Ronde d'Istanbul, 23-24 mai 1996 », Varia anatolica, Istanbul, no 15,‎ 2003, 225 p.
- Catherine Abadie-Reynal, « La céramique romaine d'Argos (fin du IIe s. avant J.-C.-fin du IVe s. après J.-C.) », Études péloponnésiennes, Athènes/Paris, no 13,‎ 2007, 342 p.
- Catherine Abadie-Reynal, Samuel Provost et Pascal Vipard, Les réseaux d’eau courante dans l’Antiquité. Réparations, modifications, réutilisations, abandon, récupération. Actes du colloque international de Nancy 2 (20-21 novembre 2009), Rennes, PUR, 2011, 244 p.
- Catherine Abadie-Reynal et Rifat Ergeç, Zeugma I : L’habitat 1. La mosaïque de Pasiphaé, Istanbul, Institut Français d'Études Anatoliennes-Georges Dumézil, 2012, 342 p.
- Catherine Abadie-Reynal, Zeugma III : L’habitat 2 : la maison des Synaristôsai. Les inscriptions, Lyon, MOM Éditions, 2012, 250 p.
- Catherine Abadie-Reynal et Jean-Baptiste Yon, Zeugma VI, Échanges culturels et identité dans la Syrie romaine. Actes du colloque international de Lyon, 4-5 mai 2012, Lyon, 2015, 300 p.
- Catherine Abadie-Reynal (dir.), Les espaces funéraires autour d'Apamée de l'Euphrate (IIIe siècle avant-VIIIe siècle après J.-C.), MOM  Éditions, Lyon, 2023, 580 p.